# Абрамов, Фёдор Фёдорович
Фёдор Фёдорович Абра́мов (23 декабря [4 января] 1871, станица Митякинская, Область Войска Донского — 10 марта 1963, Фривуд, Нью-Джерси) — русский военачальник, генерал-майор Русской Императорской армии, генерал-лейтенант Белой армии и Русской Освободительной Армии, участник Русско-японской, Первой мировой, Гражданской и Второй мировой войн. Отец советского разведчика Николая Фёдоровича Абрамова.

## Биография
Из дворян Области Войска Донского станицы Митякинской. Сын генерал-майора, при отставке произведённого в генерал-лейтенанты, Фёдора Фёдоровича Абрамова.
Окончил Петровский Полтавский кадетский корпус (1888) и 3-е военное Александровское училище (1890), откуда перешёл в Николаевское инженерное училище. По окончании последнего в 1891 году выпущен был хорунжим в 1-ю Донскую конно-артиллерийскую батарею. Позднее переведён в лейб-гвардии Конно-артиллерийскую бригаду (6-ю Лейб-гвардии Донскую казачью батарею) тем же чином и старшинством. В 1898 году окончил Николаевскую академию Генерального штаба по 1-му разряду. Переведён в Генеральный штаб с переименованием в капитаны (1898). Окончил двухгодичный курс офицерского отдела Кавалерийской школы (1901). Назначен и.д. штаб-офицера для поручений при штабе 6-го армейского корпуса (1902). Произведён в подполковники (1902). Старший адъютант штаба Варшавского военного округа (1903). Штаб-офицер для поручений при полевом Донском отделении штаба Маньчжурской армии (1904).
17 сентября 1905 года назначен начальником штаба 4-й Донской казачьей дивизии, а 14 мая 1907 года переведён на ту же должность в 13-ю кавалерийскую дивизию. 15 июня 1912 года назначен командиром 1-го уланского Санкт-Петербургского полка. 10 января 1914 года за отличие по службе был произведён в генерал-майоры с назначением начальником Тверского кавалерийского училища.
Участник Первой мировой войны. С 22 января 1915 г. — генерал-квартирмейстер штаба 12-й армии (командующий армией — генерал Павел Адамович Плеве, начальник штаба армии — генерал Евгений Карлович Миллер). С сентября 1915 года — командующий 15-й кавалерийской дивизией, с апреля 1917 года — 2-й Туркестанской казачьей дивизией, затем назначен командиром 1-го Донского корпуса.
С января 1918 года — в распоряжении атамана Войска Донского Алексея Максимовича Каледина. С апреля 1918 г. воевал в повстанческих отрядах на Дону. С мая по июнь командовал Атаманским полком Атамана Петра Николаевича Краснова в Новочеркасске, с июля 1918 г. — начальник 1-й Донской конной дивизии Постоянной (Молодой) армии Всевеликого Войска Донского, в августе 1918 года произведён в генерал-лейтенанты.
В феврале 1919 года, командуя группой войск, в сложнейших условиях отразил наступление Красной армии на Новочеркасск. С ноября 1919 года — инспектор кавалерии Донской армии. В апреле 1920 года сформировал из эвакуированных в Крым донских частей Донской корпус, командовал им во всех боях в Таврии летом — осенью 1920 года, особенно отличившись при разгроме конного корпуса Дмитрия Петровича Жлобы. Награждён орденом Святого Николая Чудотворца
За отличное управление корпусом в боях Северной Таврии в 1920 году, когда Донской корпус, будучи предоставлен только собственным силам на участке от Азовского моря до Большого Токмака с задачей прикрытия Мелитопольского направления с северо-востока, уделяя часть сил на помощь соседнему корпусу, активностью действий и исключительною подвижностью неизменно бил втрое сильнейшего противника, стремившегося к Мелитополю, и в боях 9 июня под д. Салтычья, 13 июня у д. Елисеевка, 16 июня у кол. Гнаденфельд и 17 июня под Бельманкой нанёс частями своего корпуса жестокое поражение 40-й и 42-й пехотным дивизиям, 4-й и 5-й кавалерийским бригадам и головной дивизии конного корпуса Жлобы красных, захватив в боях более 3.000 пленных, 60 пулемётов, 11 орудий и 2 лучших бронепоезда красных "Троцкий" и "Большевик".

Нанеся в боях 14 июня у сел. Черниговки и 17 июня у кол. Гнаденфельд жестокие потери головным дивизиям конницы Жлобы генерал-лейтенант Абрамов способствовал этим в значительной мере разгрому Жлобы в бою 20 июня 1920 года.
При эвакуации привёл корпус в Чаталджу, в 1921 году на острове Лемнос, затем в Болгарию. Выслан болгарскими властями в Югославию, назначен по совместительству помощником Главнокомандующего Русской армией. В 1924 году вернулся в Болгарию в качестве начальника всех частей и управлений Русской армии в стране. При создании Русского общевоинского союза назначен председателем 3-го отдела в Болгарии.
После похищения генерала Александра Павловича Кутепова (1930) назначен заместителем председателя РОВСа. После похищения председателя РОВС генерала Евгения Карловича Миллера (1937) исполнял должность председателя организации до марта 1938 года, когда был вынужден оставить должность после разоблачения его сына Николая как агента большевиков.
Во время Второй мировой войны участвовал в формировании казачьих частей, в деятельности организованного нацистами и власовцами «Комитета освобождения народов России», подписал Пражский манифест (1944).

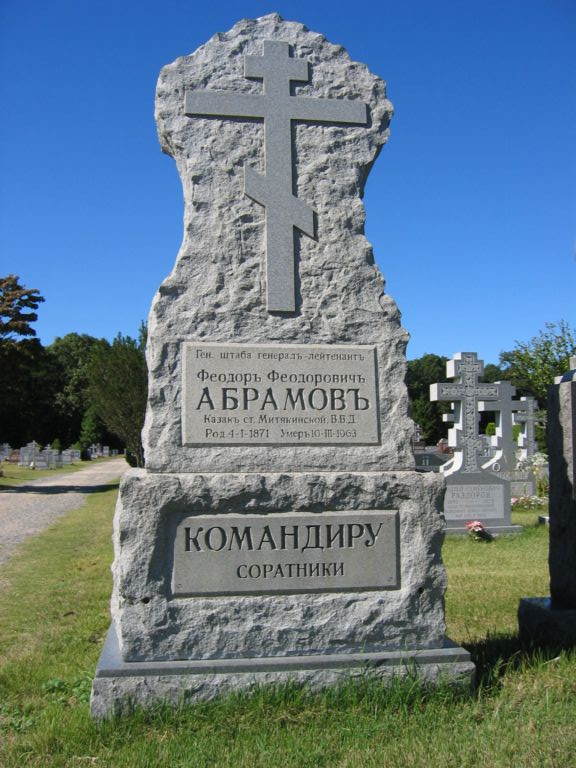
Могила генерала Абрамова на Свято-Владимирском кладбище. Кесвилл, Джексон, Нью-Джерси, США

## Жизнь после Второй мировой войны и гибель
После завершения Второй мировой войны, опасаясь за собственную жизнь в связи с деятельностью наводнивших Францию агентов советских спецслужб, генерал Абрамов уехал в США. В последние годы жил в Доме пенсионеров в городке Лэйквуд в штате Нью-Джерси. Вечером 8 марта 1963 года 92-летний Абрамов попал под автомобиль, которым управлял водитель-лихач, грубо нарушавший правила дорожного движения, и от последствий полученных от столкновения с машиной травм скончался 10 марта 1963 года в местном госпитале.
Похоронен на Свято-Владимирском православном кладбище в городе Кесвилл, штат Нью-Джерси, США.

## Характеристика личности
Современник, военный прокурор Калинин Иван Михайлович писал: «Он был просто солдат и, как таковой, знал только одну политику — беспрекословное повиновение своему начальству. Я работал бок-о-бок с ним свыше года и не только не мог определить его политической физиономии, но даже узнать, есть ли у него вообще какие-нибудь политические взгляды. Это была бессловесная машина, заведенная в определённом направлении. Тактичный, безукоризненно честный и если бы не черствость, то образчик решительно всех мещанских добродетелей, он, в силу особенностей своего характера, не мог быть образцовым командиром даже с точки зрения прежнего времени. Формалист и нелюдим, он не имел со своими подчиненными никакой связи, кроме официальных разговоров. Поэтому жизнь своего корпуса знал только по бумагам и со слов докладчиков и часто не видел тех величайших безобразий, которые происходили у него под носом. Постоянно замкнутый в самом себе, он редко высказывал свое мнение, „добру и злу внимая равнодушно“».

## Ордена
- Орден Святого Станислава 2 степени (1903);
- Орден Святой Анны 2 степени с мечами (1905);
- Орден Святого Владимира 4 степени с мечами и бантом (1906);
- Золотое оружие «За храбрость» (ВП 25.10.1906);
- Орден Святого Владимира 3 степени (1910; 18.03.1911);
- Орден Святого Станислава 1 степени (ВП 22.03.1915);
- Орден Святой Анны 1 степени (ВП 12.07.1915);
- мечи к ордену Св. Анны 1 степени (ВП 18.01.1916);
- мечи к ордену Св. Станислава 1 степени (ВП 30.01.1917).
- Орден Святителя Николая Чудотворца (Приказ Главнокомандующего № 93, 14 марта 1921)